# Bill Coulthard
William Sanderson Coulthard, detto Bill (Buffalo, 29 dicembre 1923 – Tillsonburg, 18 dicembre 2005), è stato un cestista canadese.

## Carriera
Venne convocato per il torneo olimpico di Helsinki del 1952, durante il quale disputò sei partite segnando una media di 9,5 punti con un massimo di 23 contro l'Argentina.